# Idaea deversaria
Idaea deversaria là một loài bướm đêm thuộc họ Geometridae. Nó được tìm thấy ở hầu hết châu Âu, phía đông đến central Asia và miền nam Siberia.
Sải cánh dài 22–28 mm. Con trưởng thành bay từ tháng 6 đến tháng 7. 
Ấu trùng ăn low growing plants và deciduous trees.